# (473001) 2015 HZ34
(473001) 2015 HZ34 es un asteroide perteneciente al cinturón de asteroides, descubierto el 14 de diciembre de 2007 por el equipo del Mount Lemmon Survey desde el Observatorio del Monte Lemmon, Arizona, Estados Unidos.

## Designación y nombre
Designado provisionalmente como 2015 HZ34.

## Características orbitales
2015 HZ34 está situado a una distancia media del Sol de 3,175 ua, pudiendo alejarse hasta 3,606 ua y acercarse hasta 2,743 ua. Su excentricidad es 0,135 y la inclinación orbital 5,666 grados. Emplea 2066 días en completar una órbita alrededor del Sol.

## Características físicas
La magnitud absoluta de 2015 HZ34 es 15,9. Tiene 3,067 km de diámetro.